# LBV 1806-20
LBV 1806-20 è una stella ipergigante e variabile S Doradus, forse stella binaria, situata a 38.000 anni luce dal nostro Sistema solare, nella costellazione del Sagittario, a ridosso del centro della Via Lattea. Il sistema possiede complessivamente una massa 130 volte quella solare ed una luminosità variabile di 2 milioni di volte quella solare, il che la rende paragonabile ad Eta Carinae o alla Stella Pistola, alcune delle stelle più luminose conosciute; come le stelle appena citate, LBV 1806-20 è una variabile del tipo S Doradus. Era la stella considerata dalla magnitudine assoluta più piccola nel 2004, -14,2, ma successivi studi, oltre che ridimensionare la distanza, hanno posto in serio dubbio il fatto che la stella sia in realtà una binaria.
Nonostante la sua eccezionale luminosità è quasi totalmente invisibile dal Sistema solare, poiché meno di un miliardesimo della sua luminosità è in grado di raggiungere la Terra, mentre il resto della radiazione luminosa viene bloccato del gas e dalla polvere interstellare; per questo motivo la sua magnitudine apparente è di appena 35 nel visibile, ma raggiunge l'ottava magnitudine se osservato nell'infrarosso alla lunghezza d'onda di 2 micron.

## Ipotesi sulla formazione
Le attuali teorie sulla formazione stellare affermano che una stella può arrivare al massimo ad una massa 120 volte il Sole, ma le misurazioni effettuate su questa stella hanno rivelato una massa di non meno di 130 masse solari; alcuni le hanno addirittura attribuito un valore di 150-200 masse solari.
Vi sono tuttavia delle controversie tra gli astronomi sul fatto che LBV 1806-20 sia una singola stella o un sistema stellare. La sua luminosità è stata calcolata attraverso l'interferometria a macchie, che consente di avere delle immagini ad altissima definizione; tramite tale tecnica si è compreso che LBV 1806-20 è una singola stella. Tuttavia le più recenti immagini spettroscopiche rivelano che vi possa essere un compagno e che la massa di ciascuna stella del sistema binario abbia una massa minore di 130 masse solari.

## Posizione
LBV 1806-20 si trova al centro della nebulosa ad emissione radio G10.0-0.3 ed è una componente dell'ammasso 1806-20, a sua volta parte di W31, una delle più estese regioni H II nella Via lattea. L'ammasso 1806-20 è costituito da alcune stelle particolari, che includono due stelle di Wolf-Rayet ricche di carbonio, due ipergiganti blu ed una magnetar (SGR 1806-20).